# Ана Илић
Ана Илић (Врање, 1995) српска је песникиња.
Једна је од ретких особа у Србији која је оболела од Фридрајхове атаксије. Продајом и промоцијом својих збирки песама Ана скреће пажњу јавности на особе оболелих од ретких болести и особе са инвалидитетом и скупља средства за набавку, за њу прекопотребних, лекова за успоравање болести.

## Биографија
Ана Илић је рођена 25. децембра 1995. године у Врању, основно и средње образовање, упркос болести, стиче у Владичином Хану, а као студент на Филозофском факултету у Нишу
 дипломирала је 11. јула 2019. године.
До своје девете године ни по чему се није разликовала од остале деце, када јој је на Дечијој неурологији у Београду, постављена дијагноза – Фридрајхова атаксија. То је ретка и тешка болест за коју нема лека. За кратко време Ана постаје корисник инвалидских колица, а низ озбиљних секундарних дијагноза прате ону основну: озбиљна кардиомиопатија, скелетни деформитети, замор, мишићна слабост, дијабетес.
Своје збирке песама, представила је, од 2012. године до данас на промоцијама у Београду, Владичином Хану, Врању (у оквиру Недеље доброте и Врањског културног лета), Лос Анђелесу, Торонту, Нишу, као и на Октобарским сусретима писаца дијаспоре у Франкфурту.
У склопу активности које је Национална организација за ретке болести Србије организовала 2013. поводом обележавања Међународног дана ретких болести, 27. фебруара на Великој сцени Позоришта Атеље 212 одржано је Књижевно вече са Аном Илић. Анине стихове говорили су: Ивана Кузмановић, писац, Ивана Димић, драматург и тадашња управница Позоришта Атеље 212, као и глумци: Милан Цаци Михаиловић, Иван Јевтовић, Ненад Ћирић, Јаков Јевтовић, Тања Петровић и Владислав Михаиловић.

## Збирке песама
- Под светлом истине, самостално издање, 2011.
- Оне звездане очи, самостално издање, 2014.[7]
- Утрнеле речи, самостално издање, 2018.[8]

Прва збирка песама „Под светлом истине” настајала је у периоду између десете и шеснаесте године, а објављена је на њен 16. рођендан као поклон групе аутора издавачке куће Лагуна и као почетак хуманитарне акције под координацијом и покровитељством књижевнице Иване Кузмановић. Љубазношћу Издавачке куће „Прометеј” из Новог Сада, збирка је представљена читаоцима на Међународном сајму књига 2012. године у Београду, а 2013. године, уз помоћ Удружења писаца „Седмица”, Франкфурт и на највећем сајму књига на свету у Франкфурту.

## Заступљеност у антологијама и зборницима
- У антологији Најлепше љубавне песме српских песникиња (99 српских песникиња кроз векове – од монахиње Јефимије до најмлађе Ане Илић),
- У антологији савремених песника 21. века у едицији Поезије мисли: Снови ињем посути, издатој поводом 120 година од рођења Сергеја А. Јесењина,
- У антологији књижевног стваралаштва Владичиног Хана,
- У јубиларном издању утицајног часописа за књижевност, уметност и културу „Градина”,
- У едицији Искре љубави којом је 2012. друштво „Др Саша Божовић” обележило 100 година од рођења др Саше Божовића, ратног лекара, хуманисте и аутора романа „Теби моја Долорес”,
- У часопису за уметност и културу „Звездани Колодвор”,
- У Неовисном часопису за књижевну прошлост и будућност у Босни и Херцеговини „Наслијеђе” и интернационалним зборницима: „Између два света”, „Поетско ћоше”, „Осмех живот краси”, „Море на длану” (Хрватска), „Осветљавање”.

Анина прича „Сакупљање љубави” објављена је у петој књизи „Не остављај ме” бестселер серијала „О псима и људима” аутора проф др Ратка Божовића и Маријане Рајић.

## Преведене песме
- Девет песама, преведених на енглески језик, објављено је у најстаријем српском листу у САД „Амерички Србобран” који је основан у Питсбургу 1905. где и данас излази једном недељно. Песме је превела Мира Матарић, доктор наука из лингвистике и светске књижевности.
- Анине песме су превођене и на пољски и заједно са њеном биографијом, објављене на сајту: „Поезија, Поезија” где се представљају ствараоци из земаља некадашње источне Европе.

## Награде и признања
- Награђена на књижевном конкурсу „Речи у боји” у организацији Канцеларије за младе Врање,
- Добитник Прве годишње награде Националне организације за ретке болести Србије за допринос ширењу свести о ретким болестима,
- Добитник Светосавског признања (2013) и Признања Кнеза Лазара (2014) – за унапређење културног стваралаштва општине Владичин Хан,
- Носилац је „Вукове дипломе” за школску 2013/14. године Гимназије „Јован Скерлић”,
- Од априла 2015. године новоосновани књижевни клуб у Владичином Хану носи име по младој песникињи − „Књижевни клуб Ана Илић”.[11]